# Tadeusz Chomicki
Tadeusz Jerzy Chomicki (ur. 1962 w Warszawie) – polski socjolog i dyplomata, ambasador Rzeczypospolitej Polskiej w Korei Południowej (2001–2005), Chińskiej Republice Ludowej (2009–2015) i Singapurze (od 2025).

## Życiorys
W 1986 został absolwentem Instytutu Socjologii Uniwersytetu Warszawskiego. Odbył studia podyplomowe z zakresu socjologii i filozofii na Balliol College w Oksfordzie (1987–1988), a także z zakresu stosunków międzynarodowych i ekonomii politycznej w Europejskim Instytucie Uniwersyteckim we Florencji (1991–1992). W 1999 zdał egzamin na członka rad nadzorczych, a w 2000 na urzędnika służby cywilnej.
Od 1989 do 1992 był asystentem naukowym w Instytucie Socjologii UW. Następnie został zatrudniony w Departamencie Afryki, Azji, Australii i Oceanii Ministerstwa Spraw Zagranicznych. W 1993 był cywilnym pracownikiem przy Polskim Kontyngencie Wojskowym w Kambodży. W 1994 objął stanowisko naczelnika wydziału, a w 1995 zastępcy dyrektora Departamentu Afryki, Azji, Australii i Oceanii. W 1998 z jego inicjatywy utworzono w MSZ Departament Polityki Eksportowej, którego został dyrektorem. W 2001 powołany na ambasadora – do 2005 kierował placówką RP w Seulu. W tym czasie decyzję o inwestycjach w Polsce podjęły m.in. LG i Samsung. Po powrocie do kraju był wicedyrektorem Departamentu Polityki Bezpieczeństwa MSZ (do 2007), dyrektorem Sekretariatu Ministra Spraw Zagranicznych (do marca 2008) i dyrektorem Departamentu Azji i Pacyfiku MSZ (do 2009). W 2009 został ambasadorem RP w Chinach z jednoczesną akredytacją w Mongolii. Zakończył urzędowanie 15 lipca 2015, po czym powrócił do pracy w centrali MSZ – do Departamentu Polityki Bezpieczeństwa. W listopadzie 2024 objął kierownictwo Ambasady RP w Singapurze jako chargé d’affaires. W kwietniu 2025 prezydent mianował go na stanowisko ambasadora RP w tym państwie; listy uwierzytelniające złożył 20 maja 2025.
Podczas studiów współtworzył Akademicki Klub Sztuk Wschodu. Członek Oxford Society, Polskiego Towarzystwa Socjologicznego, Fundacji Edukacji Polsko-Chińskiej (przewodniczący rady programowej). Poza relacjami z państwami azjatyckimi specjalizuje się w obszarach rozbrojenia, kontroli zbrojeń i nieproliferacji.
Jego żoną jest Susan Kim-Chomicka.

## Odznaczenia
- Krzyż Oficerski Order Odrodzenia Polski za wybitne zasługi w służbie zagranicznej, za osiągnięcia w podejmowanej z pożytkiem dla kraju pracy zawodowej i działalności dyplomatycznej (2015)[15]
- Srebrny i Złoty Medal „Za zasługi dla obronności kraju”
- Srebrna Odznaka „Za zasługi dla rozwoju przemysłu maszynowego”
- Order Służby Dyplomatycznej(inne języki) Gwanghwa Medal (Korea Południowa)